# Courniou
Courniou település Franciaországban, Hérault megyében. Lakosainak száma 615 fő (2022. január 1.). Courniou Anglès, Labastide-Rouairoux, Saint-Pons-de-Thomières, Le Soulié és Verreries-de-Moussans községekkel határos.

## Népesség
A település népességének változása:
| Lakosok száma | 529  | 537  | 595  | 617  | 606  | 595  | 609  | 616  | 619  | 615  |
|               | 1968 | 1982 | 1990 | 2006 | 2013 | 2015 | 2017 | 2019 | 2020 | 2022 |